# ジリット

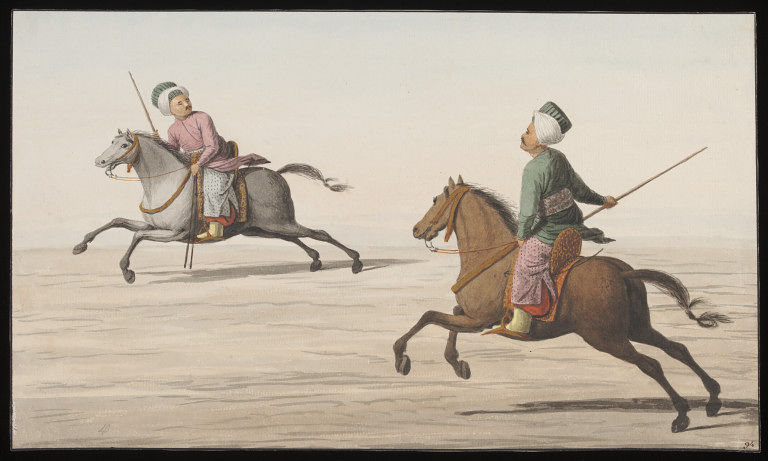
オスマン帝国時代のトルコ人によるジリット競技

ジリット（トルコ語: Cirit、英語: Jerreed）は、屋外で乗馬によって行われる伝統的なトルコのチームスポーツで、相手チームの騎手に鈍い木製の槍を投げてポイントを獲得することにより勝ち負けが決まる。中央アジアのチュルク人がスポーツや儀式に欠かせないゲームとして行われ、11世紀初頭の西方への移住によりアナトリアに持ち込まれたが、現在はトルコ東部の民間で行われている。